# Aleksiej Rodionow
Aleksiej Aleksiejewicz Rodionow (ros. Алексе́й Алексе́евич Родио́нов, ur. 1 marca 1922 w Moskwie, zm. 18 maja 2013) – radziecki dyplomata i polityk.
Od 1942 członek WKP(b), ukończył Wyższą Szkołę Dyplomatyczną Ministerstwa Spraw Zagranicznych ZSRR, od lutego 1960 do 1961 był II sekretarzem Komitetu Obwodowego KPZR w Omsku. Od 1964 pracował w MSZ ZSRR, 1964-1966 radca Ambasady ZSRR w Indiach, od 1 marca 1966 do 11 listopada 1968 ambasador nadzwyczajny i pełnomocny ZSRR w Birmie, od 11 września 1968 do 7 maja 1971 minister spraw zagranicznych RFSRR. Od 29 maja 1971 do 5 grudnia 1974 ambasador ZSRR w Pakistanie, od 23 grudnia 1974 do 31 października 1983 ambasador ZSRR w Turcji, od 31 października 1983 do 30 października 1990 ambasador nadzwyczajny i pełnomocny ZSRR w Kanadzie.